# الیور بیاس
الیور بیاس (انگلیسی: Oliver Bias؛ زادهٔ ۱۵ ژوئن ۲۰۰۱) بازیکن فوتبال اهل آلمان است.
از باشگاه‌هایی که در آن بازی کرده‌است می‌توان به باشگاه فوتبال لایپزیگ اشاره کرد.
وی همچنین در تیم‌های ملی فوتبال جوانان آلمان، Germany national under-16 football team، جوانان آلمان، زیر ۲۳ سال فیلیپین، و فیلیپین بازی کرده‌است.